# 좌삼초등학교
좌삼초등학교는 대한민국 경상남도 양산시에 있는 초등학교다.

## 연혁
- 1946년 9월 20일 좌삼초등학교 개교
- 1985년 2월 6일 병설유치원 설립인가
- 1994년 3월 2일 급식 개시(농어촌형)
- 1996년 12월 20일 기초질서 도우수학교 선정
- 2000년 3월 1일 특수학급 신설(3학급)
- 2004년 6월 17일 다목적실 완공
- 2006년 11월 1일 급식소 개축
- 2006년 12월 6일 꿈샘도서관 개관
- 2014년 3월 1일 제30대 임채열 교장 선생님 부임
- 2014년 승마프로그램 운영학교 선정
- 2014년 학교폭력예방 선도학교(어깨동무학교) 운영
- 2014년 농산어촌 ICT 지원학교 선정
- 2015년 2월 17일 제64회 졸업 1명(졸업생 1,605명)